# Anthaxia porella
Anthaxia porella är en skalbaggsart som beskrevs av Barr 1974. Anthaxia porella ingår i släktet Anthaxia och familjen praktbaggar. Inga underarter finns listade i Catalogue of Life.